# Định Bình, thành phố Cà Mau
Định Bình là một xã thuộc thành phố Cà Mau, tỉnh Cà Mau, Việt Nam.

## Địa lý
Xã Định Bình nằm ở phía đông nam thành phố Cà Mau, có vị trí địa lý:
- Phía đông giáp tỉnh Bạc Liêu
- Phía tây giáp Phường 6 và các xã Hòa Thành, Hòa Tân
- Phía nam giáp xã Hòa Tân
- Phía bắc giáp xã Tắc Vân và xã Tân Thành.

Xã Định Bình có diện tích 22,74 km², dân số năm 2022 là 10.344 người, mật độ dân số đạt 454 người/km².

## Hành chính
Xã Định Bình được chia thành 7 ấp: Ba Dinh, Bình Thành, Cái Ngang, Cây Trâm, Cây Trâm A, Xóm Lẫm, Xóm Lung.

## Lịch sử
Ngày 25 tháng 7 năm 1979, Hội đồng Chính phủ ban hành Quyết định số 275-CP về việc chia xã Định Thành thuộc huyện Cà Mau thành 3 xã: Định Thành, Định Hòa và Định Bình.
Ngày 30 tháng 8 năm 1983, Hội đồng Bộ trưởng ban hành Quyết định số 94-HĐBT về việc sáp nhập xã Định Bình của huyện Cà Mau mới giải thể vào thị xã Cà Mau.
Ngày 14 tháng 2 năm 1987, Hội đồng Bộ trưởng ban hành Quyết định số 33B-HĐBT về việc giải thể xã Bình Thành để sáp nhập vào xã Hòa Thành và xã Hòa Tân; tách một phần diện tích và dân số của hai xã này để sáp nhập vào xã Định Bình.
Xã Định Bình có 1.674 hécta đất và 6.392 nhân khẩu.
Ngày 6 tháng 11 năm 1996, Quốc hội ban hành Nghị quyết về việc chia tỉnh Minh Hải thành hai tỉnh là tỉnh Bạc Liêu và tỉnh Cà Mau. Khi đó, xã Định Bình thuộc thị xã Cà Mau, tỉnh Cà Mau.
Ngày 14 tháng 4 năm 1999, Chính phủ ban hành Nghị định số 21/1999/NĐ-CP về việc thành lập thành phố Cà Mau thuộc tỉnh Cà Mau. Xã Định Bình trực thuộc thành phố Cà Mau.
Ngày 9 tháng 12 năm 2020, HĐND tỉnh Cà Mau ban hành Nghị quyết số 28/NQ-HĐND về việc:
- Sáp nhập ấp Xóm Mới vào ấp Xóm Lẫm
- Sáp nhập ấp Cái Rô vào ấp Ba Dinh.

## Xã hội
Xã Định Bình có các trường học: 
- Tiểu học Lê Văn Tám đã đạt chuẩn quốc gia
- Tiểu học Kim Đồng.
- Trường trung học cơ sở Định Bình.

Chợ: Có chợ xã Định Bình tại ấp Cây Trâm.
Văn hoá: Có trung tâm văn hoá xã Định Bình tại ấp Xóm Lẫm.